# Анрі Радзуеліна
А́нрі Радзуе́ліна (малаг. Andry Nirina Rajoelina ['andɾi ratʐ'welina], нар. 30 травня 1974) — державний і політичний діяч Мадагаскару. Обіймав у 2009-2014 рр. спеціально створену для нього посаду — Президент Вищої перехідної адміністрації, тобто був главою держави, що мав обмежені права у законодавчій сфері, але не обмежені у виконавчій та судовій влади. У 34-річному віці був одним з найбільш молодих діючих керівників держав світу.

## Біографія

### Раннє життя
Народився в заможній родині. Його батько, Рожер Ів Радзуеліна (Roger Yves Rajoelina), був кадровим військовим, служив у французькій армії, а згодом й у війську Мадагаскару, завершивши кар'єру у званні полковника, пізніше працював керуючим мадагаскарської філії французької нафтової компанії Total.
Отримав приватну домашню шкільну освіту — його навчали запрошені педагоги. У 1987 році він став чемпіоном Мадагаскару з карате серед юніорів. Не став продовжувати освіту, зробивши вибір на користь кар'єри шоу-мена. Став відомим діджеєм в Антананаріву, в 1993 році (коли йому було 19 років) він заснував фірму «Шоу бізнес»; у 1998 році — фірму Injet, що займається поліграфією і рекламою.

### Мер Антананаріву
Мер Антананаріву в грудні 2007 року — лютому 2009 року. З 2007 голова організованого ним спочатку для виборів у мери Антананаріву руху «Молоді рішучі малагасійці» (Young Malagasies Determined — Малага. Tanora malaGasy Vonona, TGV).

### Протести 2008—2009 років
Взимку 2008-2009 очолив кампанію антиурядових демонстрацій. На мітингу 30 січня 2009 року, Радзуеліна заявив: «Оскільки президент і уряд не виконує своїх обов'язків, я офіційно заявляю, що з сьогоднішнього дня приймаю на себе обов'язок керувати справами країни». Попередньо він заручився підтримкою опозиційних партій.

### На чолі держави
В ході протистояння з президентом заручився підтримкою військових. Після втечі Равалуманани був приведений до присяги як голова Тимчасового уряду Мадагаскару 17 березня 2009 року Проте уряд Радзуеліни не отримав міжнародного визнання. Країна опинилася в ізоляції, іноземна допомога, що формує значну частину соціальних виплат, майже припинилася. У березні 2010 року, до річниці приходу Радзуеліни до влади, Африканський Союз ввів персональні санкції щодо нього та інших 108 членів Верховної перехідної адміністрації, а також деяких високопоставлених військових і чиновників.
Санкції включали в себе заборону на переміщення, заморожування активів, включаючи рахунки в іноземних банках і дипломатичну ізоляцію.
17 листопада 2010 року військові на чолі з полковником Шарлем Андріанасуавіною, колишнім соратником Радзуеліни, оголосили про усунення Радзуеліни з поста очільника держави і уряду, проте незабаром лідери путчистів, що засіли в бункері однієї з військових баз, повідомили про готовність здатися офіційній владі. Тим часом, частина збройних путчистів відмовилася здатися і продовжила опір, поки 20 листопада 2010 р. бункер не був узятий штурмом урядовими військами Радзуеліни, путчистів заарештували, а учасників мітингу за відставку Радзуеліни розігнала поліція.
Так спроба чергового державного перевороту на Мадагаскарі зазнала провалу.
Також в листопаді 2010 року пройшов референдум: жителі проголосували «за» ряд змін, згідно з якими, зокрема, президент Анрі Радзуеліна повинен зберегти свій пост до проведення нових виборів.
Всі роки перебування при владі адміністрації Радзуеліни Мадагаскар знаходився у важкій економічній кризі. Якщо в 2008 році зростання ВВП становило близько 7 %, то в кризовий 2009 рік було падіння (-3,7 %), а в 2010-2011 роках зростання ВВП не перевищував 0,5-0,7 %. Найбільш прибутковий сектор економіки — видобувна промисловість — позбулася іноземних інвестицій внаслідок проблем з легітимністю режиму; виняток становили тільки китайські інвестори і окремі близькосхідні бізнесмени. За 2009 рік удвічі скоротилися доходи від туризму, що становив важливу частину несировинного сектора економіки при Равалуманану. Закрилося багато підприємств легкої промисловості, орієнтованих на експорт.
У вересні 2011 року 10 з 11 головних політичних рухів Мадагаскару підписали «дорожню карту», яка регулює управління країною в перехідний період. В рамках угоди, в березні 2012 року була утворена незалежна виборча комісія, куди входили представники різних політичних сил. Вона намітила попередню дату президентських виборів на листопад 2012 року. Також була оголошена загальна амністія для учасників політичних зіткнень. Проте, вибори відбулися на рік пізніше від початку заявленої дати. До участі у виборах Радзуеліна допущений не був, як і інші колишні голови держави. У грудні 2013 року були проведені загальні вибори, за підсумками яких 3 січня новим президентом Мадагаскару був оголошений Ері Радзаунарімампіаніна.

### Президентські вибори 2018 року
Взяв участь у виборах президента Мадагаскару в 2018 році. Зайняв перше місце за підсумками першого туру виборів, отримавши підтримку 39,19 % виборців. У червні 2023 року виявлення французького громадянства призвело до відкриття парламентського розслідування, а потім допиту у Високому конституційному суді групою громадян малагасійської діаспори у Франції.